# NGC 4378
NGC 4378 is een spiraalvormig sterrenstelsel in het sterrenbeeld Maagd. Het hemelobject ligt 128,5 miljoen lichtjaar van de Aarde verwijderd en werd op 2 februari 1786 ontdekt door de Duits-Britse astronoom William Herschel.

## Synoniemen
- UGC 7497
- MCG 1-32-52
- ZWG 42.92
- VCC 785
- IRAS 12227+0512
- PGC 40490